# Caristianus japonica
Caristianus japonica är en insektsart som beskrevs av Hajime Ishihara 1954. Caristianus japonica ingår i släktet Caristianus och familjen vedstritar. Inga underarter finns listade i Catalogue of Life.